# Semiothisa unifilata
Semiothisa unifilata là một loài bướm đêm trong họ Geometridae.